# Krutoiarivka, Prîlukî
Krutoiarivka (în ucraineană Крутоярівка) este o comună în raionul Prîlukî, regiunea Cernihiv, Ucraina, formată numai din satul de reședință.

## Demografie
Componența lingvistică a comunei Krutoiarivka
     Ucraineană (99,16%)
     Alte limbi (0,84%)
Conform recensământului din 2001, majoritatea populației comunei Krutoiarivka era vorbitoare de ucraineană (99,16%), existând în minoritate și vorbitori de alte limbi.